# Yakari
Yakari é o título de uma série de histórias em quadrinhos (banda desenhada, em Portugal) criada pelos suíços Job (roteiro) e Derib (ilustração).
Trata-se de um jovem indígena Sioux que tem a particularidade de compreender e falar a língua dos animais. As suas aventuras levá-lo-ão ao encontro de todos os tipos de animais da América do Norte.

## Séries animadas
Yakari teve duas adaptações a séries animadas, a primeira em 1983 e a segunda em 2005.